# Trójednik

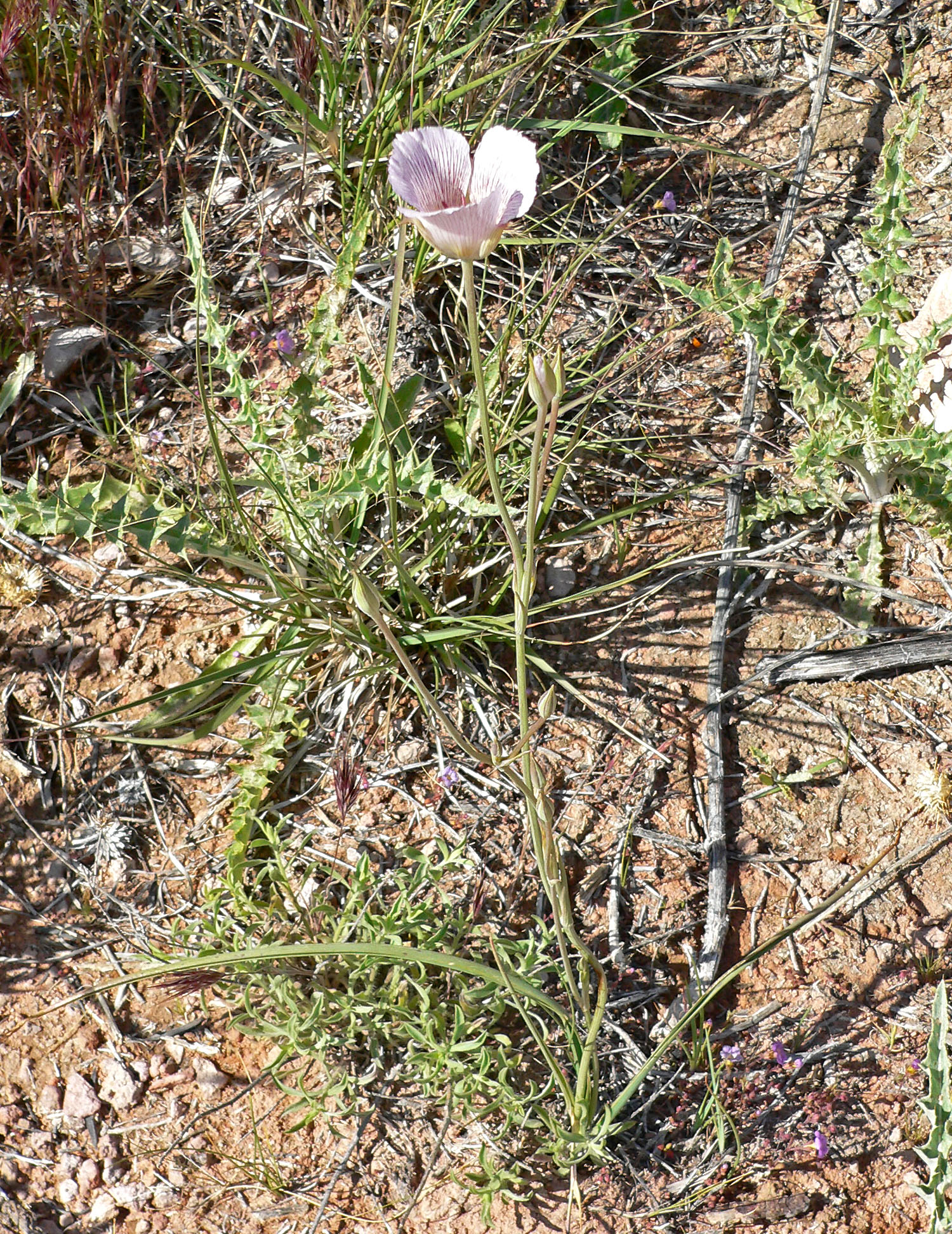
Pokrój Calochortus striatus

Trójednik, trojednik (Calochortus Pursh) – rodzaj roślin zielnych z rodziny liliowatych, obejmujący 73 gatunki występujące w Ameryce Północnej.

## Zasięg geograficzny
Rośliny z rodzaju trójednik występują w zachodniej części Ameryki Północnej, od południowej Kolumbii Brytyjskiej do Gwatemali, na wschodzie sięgając do zachodniej Nebraski, Dakoty Północnej i Południowej. Największą różnorodność gatunkową można zaobserwować w Kalifornii, na terenie której znajdują się granice występowania około połowy wszystkich gatunków tych roślin.

## Morfologia
Pęd podziemnyJajowate cebule. U roślin zaliczanych do sekcji Eucalochortus i Mariposa cebule pokryte są błoniastą tuniką; u tych zaliczanych do sekcji Cyclobothra tunika jest włóknista i siateczkowata. Wiele roślin zaliczanych do sekcji Mariposa tworzy w kątach dolnych liści łodygowych pąki boczne, z których powstają pojedyncze cebule przybyszowe. W sekcji Cyclobothra pąki boczne powstają w kątach liści górnego odcinka pędu i powstaje z nich większa liczba cebulek.
ŁodygaPędy naziemne są bądź głąbikowate, bądź ulistnione i nierzadko rozgałęzione. Łodygi są zwykle nagie, niekiedy omszone.
LiścieBlaszki liściowe zwykle szeroko lub wąsko równowąskie, smukłe, nagie lub omszone. Rośliny tworzą pojedynczy liść odziomkowy. U roślin z sekcji Eucalochortus i Cyclobothra liść ten jest wydatny i utrzymuje się do czasu kwitnienia; u tych z sekcji Mariposa jest on mniej eksponowany i często ginie przed kwitnieniem roślin. W przypadku sekcji Mariposa międzywęźla u nasady łodygi są tak skrócone, że może wydawać się, że rośliny tworzą wiele liści odziomkowych. Liście łodygowe, o ile są obecne, zwykle są położone skrętolegle, a ich rozmiar zmniejsza się w górę pędu. Szypułki kwiatowe wyrastają z kąta naprzeciwlegle położonej przysadki.
KwiatyKwiaty obupłciowe, wzniesione lub zwisłe, zebrane w zredukowaną wierzchotkę jednoramienną. U wszystkich roślin z sekcji Eucalochortus i Cyclobothra oraz niektórych z sekcji Mariposa międzywęźla kwiatostanu są tak zredukowane, że kwiatostan przypomina baldach. Okwiat jest pojedynczy, zróżnicowany w kształcie, od wąsko dzwonkowatego lub niemal kulistego do szeroko dzwonkowatego. Również kolor kwiatów różni się od białego do żółtego, czerwonego, purpurowego, niebieskawego lub purpurowo-brązowego. Listki okwiatu położone są w dwóch trzysegmentowych okółkach, których zróżnicowana budowa przypomina okwiat podwójny. Lancetowate listki zewnętrznego okółka przypominają kielich, a wąsko lub szeroko odwrotnie jajowate listki wewnętrznego okółka koronę kwiatu. U roślin z sekcji Eucalochortus i Cyclobothra koronopodobne listki okwiatu są wyraźnie brodate. Często kolor obu okółków jest kontrastowo różny. W okresie estywacji listki zewnętrznego okółka zwijają się do krawędzi, a te z wewnętrznego okółka zwijają się całkowicie. U nasady każdego koronopodobnego listka okwiatu obecny jest twór przypominający gruczoł. Jego budowa jest istotnym czynnikiem różnicującym poszczególne gatunki roślin z tego rodzaju. Sześć pręcików położonych jest w dwóch okółkach po trzy. Nitki pręcików są mniej więcej szydłowate, rozszerzone u nasady i delikatnie przylegające do segmentów okwiatu. Główki pręcików są cylindryczne, podługowate do równowąskich, tępe lub długokończykowate. Słupek jest zbudowany z trzech owocolistków. Zalążnia jest trójkomorowa, podługowata do równowąskiej, w przekroju mniej więcej trójkątna do trójskrzydlatej, nagle zwężająca się w trójsieczne znamię. Szyjka słupka nie jest widocznie odróżniona. W każdej komorze zalążni obecne są liczne anatropowe zalążki, położone w dwóch rzędach na każdym łożysku.
OwoceWzniesiona lub zwisająca torebka, pękająca wpierw przegrodowo, a następnie komorowo. U roślin z sekcji Eucalochortus owoc jest trójskrzydlaty, a w przekroju niemal okrągły lub podługowaty; u pozostałych roślin jest trójkątny i równowąski w przekroju. Nasiona są bądź nieregularne, bądź spłaszczone, o heksagonalnie siateczkowatej łupinie.

## Biologia i ekologia

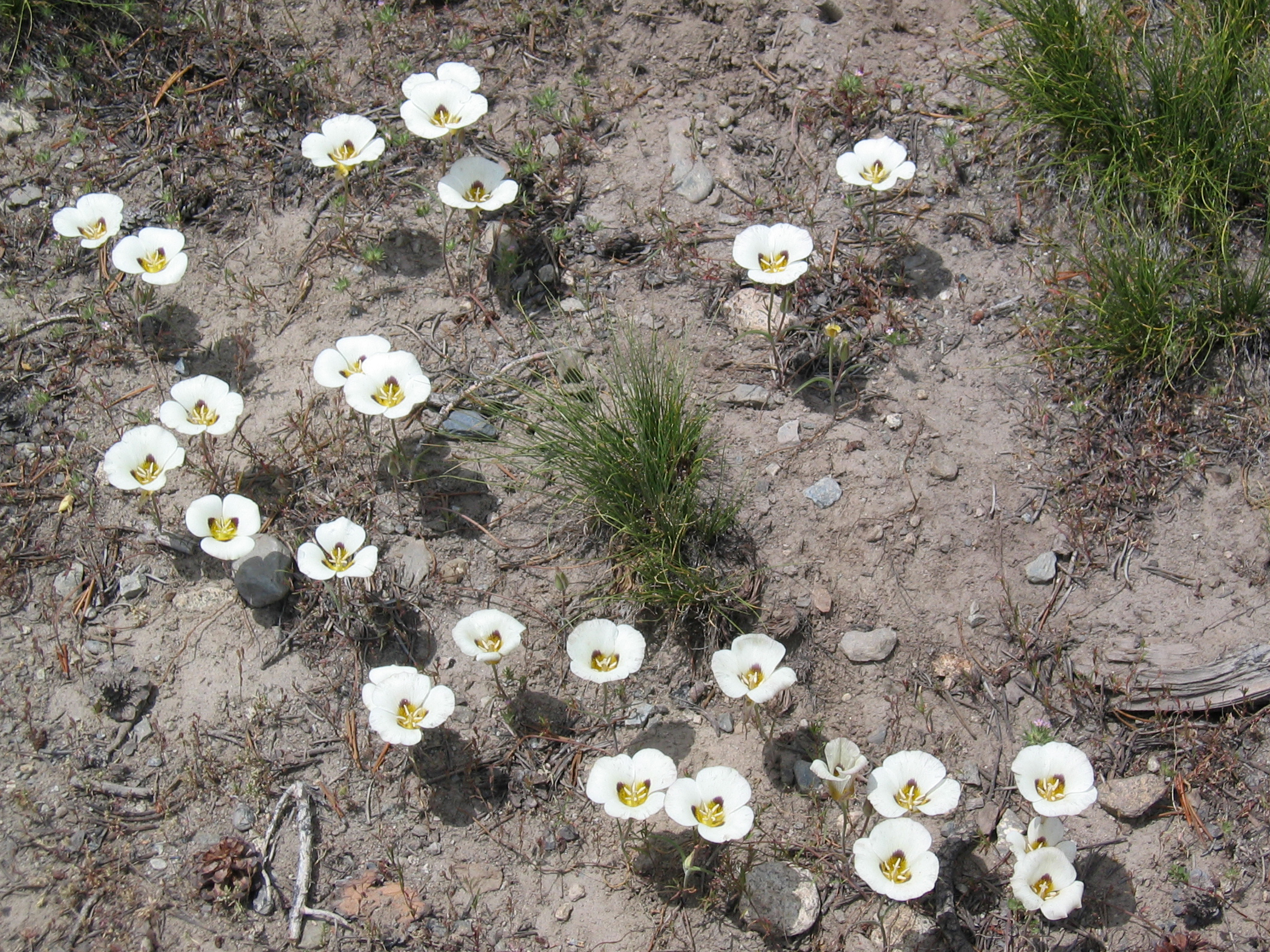
Stanowisko Calochortus leichtlinii

RozwójWieloletnie geofity cebulkowe.
SiedliskoW większości przypadków są to rośliny kserofityczne, preferujące suche, kamieniste zbocza lub pustynne wzgórza. Jedynie niektóre gatunki są bardziej mezofityczne, a tylko kilka zasiedla łąki, wilgotne przynajmniej przez część roku.
GenetykaLiczba chromosomów 2n = 14–20.

## Systematyka
Pozycja rodzaju według Angiosperm Phylogeny Website (aktualizowany system APG IV z 2016)
Rodzaj zaliczany do podrodziny Calochortoideae w rodzinie liliowatych Liliaceae, należącej do kladu liliowców w obrębie jednoliściennych.
Pozycja rodzaju według systemu Takhtajana
Zarówno w wersji systemu powstałej w roku 1998, jak i w wersji zrewidowanej i wydanej w roku 2008 rodzaj ten zaliczany jest do rodziny trojednikowatych (Calochortaceae Dumort.) w rzędzie zimowitowców (Colchicales Dumort.).
Pozycja rodzaju według systemu Kubitzkiego (1998)
Rodzaj ujęty w monotypowym plemieniu Calochorteae w rodzinie trojednikowatych w rzędzie liliowców (Liliales Perleb).
Gatunki zgodnie z podziałem rodzaju według Ownbey (1940)
- sekcja Eucalochortus – rośliny o owocach kulistych do podługowatych, trójskrzydlatych; kwiatostany niemal baldachowate
  - podsekcja Pulchelli – kwiaty kuliste do wąsko dzwonkowatych, zwisłe
    - Calochortus albus (Benth.) Douglax ex. Benth. – trójednik biały
    - Calochortus amabilis Purdy
    - Calochortus amoenus Greene
    - Calochortus pulchellus (Benth.) Alph.Wood

  - podsekcja Eleganti – kwiaty szeroko dzwonkowate, wzniesione, listki okwiatu ząbkowane, orzęsione
    - Calochortus apiculatus Baker
    - Calochortus coeruleus (Kellogg) S.Watson
    - Calochortus elegans Pursh
    - Calochortus monophyllus (Lindl.) Lem.
    - Calochortus subalpinus Piper
    - Calochortus tolmiei Hook.
    - Calochortus westonii Eastw.

  - podsekcja Nudi – kwiaty szeroko dzwonkowate, wzniesione, listki okwiatu nieorzęsione
    - Calochortus minimus Ownbey
    - Calochortus nudus S.Watson
    - Calochortus umbellatus Alph.Wood
    - Calochortus uniflorus Hook.

  - podsekcja Nitidi – owoce wzniesione, a jeśli zwisłe, to łodyga ulistniona
    - Calochortus eurycarpus S.Watson
    - Calochortus greenei S.Watson
    - Calochortus howellii S.Watson
    - Calochortus longibarbatus S.Watson
    - Calochortus lyallii Baker
    - Calochortus nitidus Douglas
    - Calochortus persistens Ownbey

- sekcja Mariposa – rośliny o owocach podługowatych do równowąskich, zwykle trójkątnych, w przypadku owoców trójskrzydlatych kwiatostany jednoznacznie wierzchotkowate; cebule pokryte błoniastą tuniką
  - podsekcja Venusti – twory na listkach okwiatu niewklęsłe, nigdy nie otoczone błoną
    - Calochortus catalinae S.Watson
    - Calochortus dunnii Purdy
    - Calochortus flexuosus S.Watson
    - Calochortus leichtlinii Hook.f.
    - Calochortus luteus Douglas
    - Calochortus monanthus Ownbey
    - Calochortus palmeri S.Watson
    - Calochortus splendens Douglas
    - Calochortus striatus Parish
    - Calochortus superbus Purdy
    - Calochortus venustus Douglas – trójednik powabny
    - Calochortus vestae (Purdy) Wallace

  - podsekcja Macrocarpi – twory na listkach okwiatu wklęsłe, otoczone błoną, listki okwiatu różnej długości, główki pręcików równowąskie
    - Calochortus macrocarpus Douglas

  - podsekcja Nuttalliani – twory na listkach okwiatu kuliste, listki okwiatu mniej więcej równej długości, główki pręcików podługowate do lancetowatych, włoski na listkach nierozgałęzione
    - Calochortus aureus S.Watson
    - Calochortus bruneaunis A.Nelson
    - Calochortus clavatus S.Watson
    - Calochortus concolor (Baker) Purdy & L.U.Bailey
    - Calochortus excavatus Greene
    - Calochortus invenustus Greene
    - Calochortus kennedyi Porter
    - Calochortus nuttallii Torr.

  - podsekcja Gunnisoniani – twory na listkach okwiatu podługowate, włoski na listkach rozgałęzione lub zakończone gruczołem
    - Calochortus ambiguus (M.E.Jones) Ownbey
    - Calochortus gunnisonii S.Watson

- sekcja Cyclobothra – rośliny o owocach podługowatych do równowąskich, zwykle trójkątnych, w przypadku owoców trójskrzydlatych kwiatostany jednoznacznie wierzchotkowate; cebule pokryte włóknistą i siateczkowatą tuniką
  - podsekcja Weediani – kwiaty wzniesione, listki okwiatu wyraźnie brodate, z okrągłymi tworami otoczonymi włoskami
    - Calochortus obispoensis Lemmon
    - Calochortus plummerae Greene
    - Calochortus weedii Alph.Wood

  - podsekcja Ghiesbreghtiani – kwiaty wzniesione, listki okwiatu niewyraźnie brodate, z tworami o różnych kształtach, często nieobecnymi, nigdy nie otoczonymi włoskami
    - Calochortus exilis Painter
    - Calochortus ghiesbreghtii S.Watson
    - Calochortus venustulus Greene

  - podsekcja Barbati – kwiaty zwisłe, listki okwiatu wyraźnie brodate
    - Calochortus barbatus (Kunth) Painter
    - Calochortus fuscus Schult.f.
    - Calochortus nigrescens Ownbey
    - Calochortus pringlei B.L.Rob.
    - Calochortus spatulatus S.Watson

  - podsekcja Purpurei – kwiaty zwisłe, listki okwiatu nieznacznie brodate
    - Calochortus cernuus Painter
    - Calochortus foliosus Ownbey
    - Calochortus hartwegii Benth.
    - Calochortus purpureus (Kunth) Baker

Pozostałe gatunki (opisane po 1940)
- Calochortus argillosus (Hoover) Zebzll & Fielder
- Calochortus balsensis García-Mend.
- Calochortus ciscoensis S.L.Welsh
- Calochortus coxii M.R.Godfrey
- Calochortus fimbriatus H.P.McDonald
- Calochortus marcellae G.L.Nesom
- Calochortus mendozae Espejo
- Calochortus panamintensis (Ownbey)
- Calochortus raichei Farwig
- Calochortus simulans (Hoover)
- Calochortus syntrophus Callahan
- Calochortus tiburonensis A.J.Hill
- Calochortus umpquaensis Fredricks

Mieszańce
- Calochortus ×indecorus Ownbey & M.Peck – C. tolmiei × C. uniflorus

## Nazewnictwo
Toponimia nazwy naukowejNazwa naukowa rodzaju pochodzi od greckich słów καλό (kalo – dobry, także piękny) i χόρτος (chortos – trawa), odnosząc się do ulistnienia tych roślin, podobnego do roślin wiechlinowatych.
Nazwy zwyczajowe w języku polskimCalochortus został wymieniony przez Jakuba Wagę we Florze Polskiej z 1848 roku pod nazwą trojednik. Pod tą samą nazwą polską rodzaj ten był wymieniony przez Erazma Majewskiego w Słowniku nazwisk zoologicznych i botanicznych polskich... z 1848 oraz w wydanym w 1900 roku Słowniku polskich imion rodzajów oraz wyższych skupień roślin Józefa Rostafińskiego. W wydanym w 2008 roku Słowniku roślin zielnych łacińsko-polskim Wiesława Gawrysia polska nazwa tego rodzaju brzmi trójednik.
Nazwy zwyczajowe w języku angielskimIstnieją cztery nazwy zwyczajowe tych roślin, zbieżne ze zróżnicowaniem ekologicznym trójedników: mariposa (hiszp. motyl), obejmująca rośliny suchych łąk i półpustyń, star-tulips (gwiezdne tulipany), obejmujące roślin łąk wilgotnych, cat’s ears (uszy kota), występujące w lasach górskich i fairy lanterns (baśniowe latarnie), obejmujące rośliny rosnące w zacienionych lasach zamkniętych.

## Zagrożenie i ochrona
Calochortus lyallii, występujący w Kolumbii Brytyjskiej, został w 2001 roku uznany przez COSEWIC (Komitet ds. statusu zagrożonych gatunków w Kanadzie) jako narażony na wyginięcie (Threatened). Znanych jest bardzo niewiele populacji tej rośliny, zlokalizowanych na niewielkim obszarze, liczących jednak po kilka tysięcy sztuk. Zagrożeniem dla tego gatunku jest wypas bydła i utrata siedlisk związana z zalesianiem. W maju 2011 COSEWIC obniżył status zagrożenia gatunku na „specjalnej troski” (Special Concern), z uwagi na uznanie terytoriów występowania tej rośliny za obszary chronione, co mityguje zagrożenia dla tego gatunku.
Calochortus tiburonensis, ścisły endemit łąk serpentynowych na jednym ze szczytów półwyspu Tiburon w Kalifornii, którego zachowana została jedna populacja, objęty jest ścisłą ochroną gatunkową na podstawie ESA (U.S. Endangered Species Act). Mimo że populacja tej rośliny jest chroniona ogrodzeniem, jest ona podatna na zdarzenia losowe (takie jak pożar, choroby, osunięcia ziemi) lub zagrożenie ze strony człowieka, wynikające z faktu, że jej stanowisko znajduje się bardzo blisko siedzib ludzkich.
Od 2009 kandydatem do ochrony na podstawie ESA jest Calochortus persistens, endemit Gór Siskiyou w Kalifornii i Oregonie. Znane są 4 niewielkie, choć stabilne populacje tego gatunku.

## Zastosowanie
Rośliny spożywczeCebule roślin zaliczanych do tego rodzaju są jadalne i były stosowane jako źródło pokarmu przez rdzenną ludność Ameryki Północnej. Są one ostre w smaku i bogate w skrobię. Są one spożywane po upieczeniu lub ugotowaniu, albo surowe. Cebule mogą być też ususzone, a po zmieleniu na mąkę wykorzystane jako dodatek do owsianki i kaszy lub do wyrobu wypieków. Liście C. gunnisonnii i C. nuttallii są po ugotowaniu spożywane jako jarzyna. Pąki kwiatowe obu tych gatunków bywają dodawane na surowo do sałatek.
Rośliny leczniczeNapar z Calochortus gunnisonii był pity w razie dolegliwości reumatycznych oraz w celu ułatwienia wydalenia łożyska w czasie porodu. Okład z ugniecionych cebul Calochortus macrocarpus był wykorzystany w leczeniu wysypki wywołanej kontaktem z Toxicodendron pubescens.
Rośliny ozdobneTrójedniki są roślinami trudnymi w uprawie, wymagającymi dużej uwagi i troski. Najlepiej rosną w chłodnych strefach klimatycznych, na słonecznych stanowiskach. Wymagają żwirowej, przepuszczalnej gleby. Cebule wysadza się jesienią. Po przekwitnięciu należy całkowicie zaprzestać podlewania roślin. Trójedniki są mrozoodporne i mogą być uprawiane w Polsce (strefy mrozoodporności 4-9). W uprawie spotyka się trójednika białego, trójednika nadobnego, Calochortus amoenus, C. clavatus i C. superbus.